# Верещака, Александр Леонидович
Алекса́ндр Леони́дович Вереща́ка (род. 16 июля 1965, Химки) — российский океанолог, доктор биологических наук, профессор, член-корреспондент РАН.

## Биография
Сын картографа Т. В. Верещаки (род. 1939).
Окончил биологический факультет МГУ им. М. В. Ломоносова (1987).
Кандидат биологических наук (1990, Институт океанологии им. П. П. Ширшова), доктор биологических наук (1999, там же). С 1999 года — профессор МИИГАиК, заведующий кафедрой (2007—2009).
С 2007 года заведует лабораторией в Институте океанологии РАН (Москва). Член-корреспондент РАН по Отделению наук о Земле с 22 декабря 2011 года.

### Научная деятельность
Специалист в области геоэкологии и океанологии, автор около 100 научных работ, из них 5 монографий (2 — на английском языке), и 6 коллективных монографий (в 3-х — ответственный редактор). Основные научные результаты получены с использованием современных методов: обитаемых глубоководных аппаратов «Мир» (11 экспедиций, более 20 погружений), молекулярно-генетических методов.
Профессор Верещака:
- создал модель трехмерной гидротермальной системы, вскрыл механизмы, определяющие значительную энергетическую замкнутость гидротермальных систем;
- разработал концепцию бентопелагиали — особой пограничной экосистемы, связанной с придонным слоем и населенной специфической фауной;
- исследовал экологические связи в глубинах Мирового океана в макро-, мезо- и микромасштабах;
- разработал (в сотрудничестве с зарубежными коллегами) методику оценки роли морской микро- и нанобиоты (архей, прокариот и самых мелких эукариот) с применением современных методов молекулярной генетики, реконструировал нанобиотные трофические цепи, описал разнообразие микро- и нанобиоты в экстремальных условиях.
- открыл и описал 2 новых семейства креветок, более 50 новых родов и видов ракообразных.

### Педагогическая деятельность
Ведёт преподавательскую работу, автор учебника (гриф Минобрнауки) и ряда учебных пособий. Неоднократно приглашался для чтения лекций и для проведения совместных работ во Францию (Сорбонна), США, Данию, Норвегию, Новую Зеландию.